# Соевый текстурат
Соевый текстурат (текстурат соевого белка, соевое мясо) — продукт переработки соевых бобов — заменитель мяса, производимый обычно из обезжиренной соевой муки. Соевый текстурат — продукт быстрого приготовления, богатый белком и содержащий мало жиров. Широко используется в вегетарианской и восточноазиатских кухнях. В английском языке используются термины textured vegetable protein (TVP) и textured soy protein (TSP), которые переводятся дословно как «текстурированный растительный белок» и «текстурированный соевый белок».

## Производство
Соевый текстурат производится методом экструзионной варки теста из обезжиренной соевой муки или соевого шрота (т. н. белых хлопьев — white flakes) и воды. Полученная губчатая масса измельчается и затем сушится. В зависимости от измельчения теста в процессе производства кусочки соевого текстурата могут иметь разные формы и размеры, например: фарш (гранулированное), хлопья, гуляш, отбивные, кусочки кубической или продолговатой формы и т. д.
Исходным сырьём для производства соевого текстурата зачастую является побочный продукт производства соевого масла.

## Употребление
Соевый текстурат, по структуре напоминающий мясо животных, используется в кулинарии как его аналог или заменитель. Сухой соевый текстурат содержит примерно 50—70 % белка. Перед использованием его подвергают регидрации (отваривают или вымачивают), после чего масса исходного продукта увеличивается в 2—3 раза.
Приготовление осуществляется путём отваривания или замачивания в бульоне (как горячем, так и холодном, обычно с добавлением приправ) или маринаде. Соевый текстурат впитывает бульон или маринад, что формирует его вкус и делает его пригодным для дальнейшей кулинарной обработки. Таким образом, использование соевого текстурата позволяет готовить вегетарианские и веганские версии таких блюд, как плов, макароны по-флотски, гуляш и прочих, традиционно приготовляемых с мясом.
Соевый текстурат, как правило, продаётся в сухом виде и имеет срок хранения около 1 года. Приготовленный (регидрированный) же соевый текстурат может храниться в холодильнике не дольше трёх дней. Для увеличения сроков хранения приготовленного соевого текстурата его можно подвергнуть заморозке, вкусовые качества продукта при этом при обычной и даже шоковой разморозке на огне не изменяются.